# 19 de setembre
El 19 de setembre és el dos-cents seixanta-dosè dia de l'any del calendari gregorià i el dos-cents seixanta-tresè en els anys de traspàs. Queden cent tres dies per finalitzar l'any.

## Esdeveniments
Països Catalans
- 1809 - La ciutat de Girona resisteix un ferotge atac de les tropes franceses que l'assetjaven. L'esdeveniment és conegut com "El Gran Dia de Girona".
- 1835 - Guimerà (l'Urgell): els carlins perden el setge de Guimerà i els liberals fan 388 presoners i afusellen a 71 militars, entre els quals s'hi destaca el seu comandant, Rosset de Belianes durant la Primera Guerra Carlina.
- 1866 - Barcelona: al Teatre Romea s'estrena La pubilla del Vallès, comèdia de Josep Maria Arnau i Pascual.
- 1929 - Barcelona: Al cinema Coliseum es projecta el primer film sonor que es veié a la península: La chanson de París, amb Maurice Chevalier, el primer musical de la Paramount.[1]
- 1989 - Nepal: Mònica Verge i Magda Nos Loppe assoleixen el cim del Cho Oyu (8.201 m), el primer vuit mil femení estatal.[2]
- 2010 - Neix el canal 3XL, un canal de Televisió de Catalunya que substitueix l'antic Canal 300 i suposa una continuació al programa contenidor juvenil 3xl.cat.

Resta del món
- 324 - Nicomèdia, Imperi romà: Licini abdica com a emperador romà.
- 1356 - En la batalla de Poitiers els anglesos derroten els francesos.[3]
- 1893 - Nova Zelanda és el primer país del món en atorgar el dret de vot a les dones.[4]
- 1928 - Walt Disney estrena la primera pel·lícula sonora d'animació, Steamboat Willie, protagonitzada per Mickey Mouse.
- 1941 - EUA: es publica More Fun Comics núm. 73 que conté la primera aparició d'Aquaman, un superheroi de DC creat per Paul Norris i Mort Weisinger.
- 1957 - Primera bomba nuclear provada sota terra als EUA.
- 1959 - Califòrnia (EUA): Nikita Khrusxov es queda sense visitar Disneyland.[5]
- 1991 - Alps d'Ötztal, Tirol del Sud (Itàlia): dos alpinistes alemanys troben l'home d'Ötzi, la mòmia més antiga d'Europa.
- 1994 - Princeton, Nova Jersey (EUA): Andrew Wiles troba el desllorigador que li mancava per demostrar el Teorema de Fermat-Wiles, 358 anys després d'haver-se plantejat.
- 2004 - Pequín (la Xina): en el plenari del Partit Comunista Xinès, Jiang Zemin cedeix el poder militar del país a Hu Jintao, president del partit.
- 2009 - Es troba el cadàver de Yoshito Usui, dibuixant de la sèrie de dibuixos animats Shin Chan.
- 2021 - El Paso (illa de La Palma): després d'uns dies d'augment de la sismicitat s'inicia l'erupció volcànica del Cumbre Vieja.[6]

## Naixements
Països Catalans
- 1618 - Peralada: Pràxedis de Rocabertí Safortesa, noble i pedagoga catalana (m. 1665).[7]
- 1732 - Barcelona: Josep Martí, frare premonstratenc abat de Bellpuig de les Avellanes i historiador.
- 1772 - València: Vicent López i Portaña, pintor del neoclassicisme valencià, pintor de cambra de la monarquia borbònica, des de Carles IV fins a Isabel II
- 1900 - Xarafull, València: Selica Pérez Carpio, mezzosoprano valenciana dedicada a la sarsuela (m. 1984).[8]
- 1928 - Barcelona: Elvira Quintillà i Ramos, actriu catalana de teatre, cinema i televisió (m. 2013).[9]
- 1929 - Barcelona: Maria Dolors Cortey de Ribot, escriptora catalana (m. 1997).
- 1930 - Barcelona: Montserrat Carulla i Ventura, actriu catalana (m. 2020).[10]
- 1944 - Igualada: Josefina Rigolfas, pianista i professora de música catalana (m. 2014).[11]
- 1946 - Josep Montràs i Rovira, alcalde de Moià (1983 -2011).
- 1968 - Barcelona: Helena Garcia Melero, periodista i professora universitària catalana.
- 1983 - Vinaròs, Baix Maestrat: Blanca Gil Sorli, jugadora de waterpolo mallorquina, d'origen valencià.[12]

Resta del món
- 86 - Antoní Pius, emperador de Roma.
- 1705 - París: Marguerite-Antoinette Couperin, clavecinista francesa de la cort reial francesa (m. c. 1778).[13]
- 1737 - Annapolis, Maryland: Charles Carroll conegut com a Charles Carroll de Carrollton o Charles Carroll III per distingir-lo d'altres familiars seus, fou un ric agricultor de Maryland i un dels primers en advocar en favor de la independència envers el Regne de Gran Bretanya (m. 1832).[14]
- 1806 - Aberdeen (Escòcia): William Dyce, pintor i pedagog escocès (m. 1864).[15]
- 1834 - Tübingen: Anna von Helmholtz, salonnière i escriptora alemanya (m. 1899).[16]
- 1888 - Sea Bright, Nova Jersey, Estats Units: James Alexander, matemàtic estatunidenc.
- 1899 - Nova York, Estats Units: Ricardo Cortez, actor i director de cinema estatunidenc d'origen austríac.
- 1902 - Saragossa: Jenara Vicenta Arnal Yarza, primera doctora en Ciències Químiques d'Espanya (m. 1960).[17]
- 1908 - Hèlsinki (Finlàndia): Mika Waltari, escriptor finlandès (m. 1979).[18]
- 1909 - Carhaix-Plouguer: Vefa de Bellaing, escriptora i intel·lectual bretona (m. 1998).[19]
- 1911 - Newquay, Anglaterra: William Golding, escriptor anglès guardonat amb el Premi Nobel de Literatura l'any 1983 (m. 1993).[20]
- 1915 - Monessen, Pennsilvània: Blanche Thebom, mezzo-soprano nord-americana d'origen suec (m. 2010).[21]
- 1921 - Recife, Brasil: Paulo Freire, pedagog, autor de la Pedagogia de l'Oprimit i precursor de l'ensenyament per adults analfabets (m.1997).[22]
- 1926 - Toyohashi, Aichi, Japó: Masatoshi Koshiba, físic japonès, Premi Nobel de Física de l'any 2002.[23]
- 1927 - París, França: Hélène Langevin-Joliot, física nuclear francesa, investigadora, filla i neta de la família Curie.[24]
- 1931 - Kispest, Budapest: Márta Mészáros, directora de cinema hongaresa, amb una obra cinematogràfica molt personal.[25]
- 1935 - 
  - Sonnino, Itàlia: Velasio de Paolis, cardenal italià de l'Església Catòlica.
  - Carboneras, Almeria: Encarna Sánchez, periodista espanyola, locutora de ràdio i presentadora de televisió (m. 1996).[26]
- 1948 - Cowes, Illa de Wight: Jeremy Irons, actor de cinema, televisió i teatre anglès.
- 1949 - Neasden, Londres, Anglaterra: Twiggy, nascuda Lesley Hornby, actualment coneguda pel seu nom de casada, Twiggy Lawson, model, actriu i cantant anglesa.[27]
- 1956 - Las Palmas de Gran Canaria, Espanya: José Luis Doreste Blanco, regatista canari.
- 1960 - Lutsk: Oksana Zabujko, escriptora ucraïnesa.[28]
- 1961 - Bilbao, País Basc, Espanya: Rafael Álvarez Ibarra, jugador i entrenador d'escacs basc, que té el títol de Mestre Internacional des de 1986.
- 1965 - Euclid, Ohio: Sunita Williams, astronauta estatunidenca d'ascendència índia que va tenir el rècord del vol espacial més llarg per una dona.[29]
- 1974 - Skellefteå, Suècia: Victoria Silvstedt, model, actriu, cantant sueca.
- 1986 - Klaipėda, República Socialista Soviètica de Lituània: Silvana Imam, cantant sueca de música rap.[30]

## Necrològiques
Països Catalans
- 1290 - Barcelona: Maria de Cervelló, fundadora de la branca femenina de l'orde mercedari, santa de l'Església Catòlica.[31]
- 1933 - Sabadell: Maria Teresa Duran i Nogués, escriptora i activista feminista catalana.[32]
- 1951 - Barcelona: Josep Ribelles Comín, bibliògraf, periodista i animador cultural valencià (79 anys).
- 1958 - Sant Rafèu, Occitània: Josep Irla i Bosch, polític català, President de la Generalitat de Catalunya a l'exili.
- 1962 - Silla: Carmen Valero Gimeno, mestra, intel·lectual, feminista i sindicalista valenciana (n. 1893).[33]
- 1980 - Tarragona: Bonaventura Gassol i Rovira (Ventura Gassol), poeta i polític català. Conseller de Cultura i president interí de la Generalitat de Catalunya.
- 1987 - Sant Vicenç dels Horts: Narcís Lunes i Boloix, poeta, escriptor i assagista. Mestre en Gai Saber.

Resta del món
- 1724 - Metz: Glückel d'Hamelín, empresària i escriptora jueva, autora d'uns dietaris.[34]
- 1797 - Viena: Johann Friedrich Daube, compositor, musicòleg i llaütista.
- 1881 - Elberon (Nova Jersey), EUA: James Garfield, advocat i 20è president dels Estats Units (49 anys).[35]
- 1895 - La Haia, Països Baixos: Gerardina Jacoba van de Sande Bakhuyzen, pintora neerlandesa del segle xix (n. 1827).[36]
- 1898 - París, França: Louis-César Desormes, compositor francès del Romanticisme.
- 1902 - Tòquio (Japó): Masaoka Shiki, poeta japonès (n. 1867).[37]
- 1918 - Pinner, Middlesex: Liza Lehman, cantant i compositora d'òpera anglesa, coneguda per les seves composicions vocals (m. 1918).[38]
- 1920 - Scheveningen, La Haia: Adrienne van Hogendorp-s' Jacob, pintora de Natures mortes neerlandesa (n. 1857).[39]
- 1938 - Beverly Hills (Estats Units): Pauline Frederick, actriu estatunidenca de cinema mut.[40]
- 1967 - París, França: Zinaïda Serebriakova, pintora russa.
- 1973 - Santiago de Xile: Joan Alsina i Hurtós, capellà català, assassinat a Xile pel règim de Pinochet.

- 1985 - Siena, la Toscana, Itàlia: Italo Calvino, escriptor italià (n. 1923).[41]
- 2009 - Londres, Regne Unit: Alan Deyermond, hispanista britànic (n. 1932).
- 2010 - Saragossa, Espanya: José Antonio Labordeta, escriptor, cantautor i polític espanyol (75 anys).
- 2017 - 
  - John Nicholson, pilot de curses automobilístiques neozelandès.
  - Viterbo, Itàlia:Massimo Natili, pilot de curses automobilístiques italià.

## Festes i commemoracions
- Santoral: sants Genar de Benevent, bisbe i màrtir; Maria de Cervelló, mercedària; Alonso de Orozco, prevere; Maria Guillema Emília de Rodat, fundadora; venerable Giovanni Agostino Adorno, cofundador dels caracciolins.
- Dia Internacional de Parlar com un Pirata.